# Hanatou Ouelogo
Konkiswinde Hanatou Ouelogo (sinh ngày 5 tháng 8 năm 1978) là một Judoka Burkinabé, người chơi cho hạng mục siêu nhẹ. Cô đã giành huy chương bạc tại Giải vô địch Judo châu Phi năm 2004 tại Tunis, Tunisia, thua Soraya Haddad của Algeria trong trận đấu cuối cùng. Ở tuổi hai mươi sáu, Ouelogo ra mắt chính thức cho Thế vận hội Mùa hè 2004 ở Athens, nơi cô bị cựu huy chương bạc Lyubov Bruletova đánh bại trong trận đấu sơ bộ đầu tiên của hạng cân 48 kg nữ.
Tại Thế vận hội Mùa hè 2008 ở Bắc Kinh, Ouelogo đã thi đấu lần thứ hai trong lớp học siêu nhẹ nữ (48 kg). Cô lại thua trận sơ bộ đầu tiên lần này, trước Kelbet Nurgazina của Kazakhstan, người đã tự động ghi một ippon để kết thúc trò chơi sau một phút mười giây.